# Saint-Priest-la-Marche

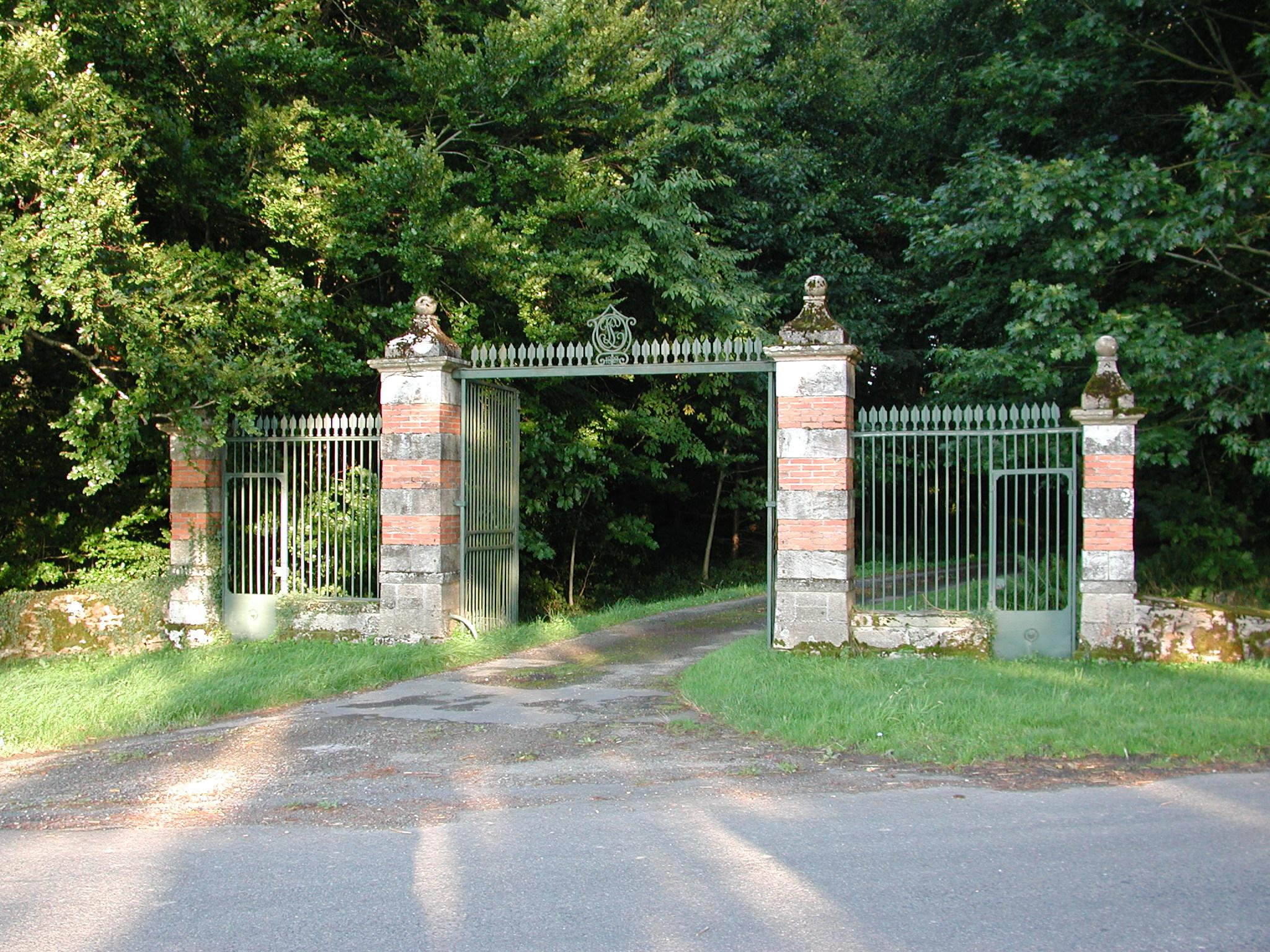
Portal zum Park des Schlosses La Courcelle in Saint-Priest-la-Marche

Saint-Priest-la-Marche  ist eine französische Gemeinde im Département Cher in der Region Centre-Val de Loire. Sie gehört zum Kanton Châteaumeillant im Arrondissement Saint-Amand-Montrond.

## Geografie
Saint-Priest-la-Marche liegt in Zentralfrankreich in der Südwestecke des Départements Cher etwa 71 Kilometer südwestlich von Bourges, dem Sitz der Präfektur des Départements und etwa 40 Kilometer südwestlich von Saint-Amand-Montrond, dem Sitz der Unterpräfektur des Arrondissements Saint-Amand-Montrond. Die mittlere Höhe über dem Meeresspiegel beträgt 420 Meter. Das Rathaus steht auf einer Höhe von 375 Metern. Nachbargemeinden von Saint-Priest-la-Marche sind Pérassay im Nordwesten, Saint-Saturnin im Nordosten, Saint-Marien im Südosten und Vijon im Südwesten. Im Gemeindegebiet von Saint-Priest-la-Marche entspringt die Indre.
Die Gemeinde ist einer Klimazone des Typs Cfb (nach Köppen und Geiger) zugeordnet: Warmgemäßigtes Regenklima (C), vollfeucht (f), wärmster Monat unter 22 °C, mindestens vier Monate über 10 °C (b). Es herrscht Seeklima mit gemäßigtem Sommer.

## Bevölkerungsentwicklung
| Jahr                       | 1962 | 1968 | 1975 | 1982 | 1990 | 1999 | 2009 | 2018 |
| -------------------------- | ---- | ---- | ---- | ---- | ---- | ---- | ---- | ---- |
| Einwohner                  | 470  | 425  | 345  | 282  | 228  | 243  | 240  | 235  |
| Quellen: Cassini und INSEE |      |      |      |      |      |      |      |      |